# Stichopathes gracilis
Stichopathes gracilis är en korallart som beskrevs av Gray 1857. Stichopathes gracilis ingår i släktet Stichopathes och familjen Antipathidae. Inga underarter finns listade i Catalogue of Life.